# Paguate, New Mexico
Paguate, New Mexico (енгл. Paguate) насељено је место без административног статуса у америчкој савезној држави Њу Мексико.

## Демографија
По попису из 2010. године број становника је 421, што је 53 (-11,2%) становника мање него 2000. године.
| Група             | 2000.    | 2010.     |
| Белци             | 3 (0,6%) | 5 (1,2%)  |
| Афроамериканци    | 0 (0,0%) | 0 (0,0%)  |
| Азијати           | 0 (0,0%) | 1 (0,2%)  |
| Хиспаноамериканци | 7 (1,5%) | 15 (3,6%) |
| Укупно            | 474      | 421       |